# 6 Orionis
6 Orionis (g Orionis) é uma estrela na direção da Orion. Possui uma ascensão reta de 04h 54m 46.91s e uma declinação de +11° 25′ 33.5″. Sua magnitude aparente é igual a 5.18. Considerando sua distância de 241 anos-luz em relação à Terra, sua magnitude absoluta é igual a 0.21. Pertence à classe espectral A3V.